# Marco Aurelio Yano
Marco Aurelio Yano (* 1963 in São Paulo; † 1991 ebenda) war ein brasilianischer Komponist. Sein bekanntestes Werk ist das Oboenkonzert (1991).

## Leben
1963 wurde Yano in São Paulo als ein Abkömmling einer japanischen Familie geboren. Er war von Geburt an querschnittgelähmt und dadurch an sehr viele Einschränkungen gebunden. Trotz dieser körperlichen Probleme studierte Yano an der Universidade Estadual Paulista (UNSESP) und schloss in den Fächern Dirigieren und Komposition ab. Dort traf er auch den Oboisten Alex Klein, für den er später sein Oboenkonzert schrieb. Dieses vollendete er nie komplett; noch bevor er es vollständig orchestriert hatte, starb er im Alter von 27 Jahren an einem Gehirntumor.

## Werk
Das Alex Klein gewidmete Oboenkonzert erhält seinen Namen am Leben; spätestens seit der 2004 erschienenen CD Twentieth Century Oboe Concertos mit Alex Klein, Paul Freeman und dem Czech National Symphony Orchestra erfährt diese Komposition weltweiten Ruhm.